# 宋蜀华
宋蜀华（1923年6月—2004年7月9日），男，四川成都人，中华人民共和国历史学家。

## 生平
宋蜀华出生于学术世家。1946年，毕业于燕京大学社会学系，获得法学学士学位，同年底赴澳大利亚，进入悉尼大学研究攻读 人类学专业，并于1949年获得硕士学位。
中华人民共和国成立后，宋蜀华返回中国，并在华西协合大学任教。1951年，随中央人民政府政务院文教委员会西藏科学工作队进入西藏考察。1952年，调入中央民族学院，历任讲师、副教授、教授、博士生导师和副院长等职。2004年，宋蜀华获得“国家民委突出贡献专家”奖。同年7月9日，赴美探亲，不幸因病去世，享年81岁。

## 著作
主要著作有《中国民族问题研究》、《百越》；与人合著《原始社会史》、《中国少数民族》等书。